# Ritratto di Baldassarre Castiglione
Il Ritratto di Baldassarre Castiglione è un dipinto a olio su tela (82x67 cm) di Raffaello, databile al 1514-1515 ed esposto al Museo del Louvre di Parigi.

## Storia
Il ritratto è ricordato in una lettera che Pietro Bembo indirizzò a Baldassarre Castiglione il 19 aprile 1516; sicuramente tra il Sanzio e il Castiglione esisteva una stima reciproca (testimoniata da un passo del Cortegiano) e forse anche un'amicizia personale. Il Castiglione stesso portò il ritratto a Mantova, dove restò fino al 1609.  

Il dipinto entrò sul mercato d'arte finendo in Olanda, nella collezione del mercante Lucas van Uffelen, poi a Madrid e infine nelle raccolte del cardinale Mazzarino, attraverso le quali giunse in quelle della casa reale francese.
La datazione, sicuramente anteriore al 1516, è di solito riferita al 1514-1515, quando il Castiglione si trovava a Roma per un'ambasceria al papa. Tra le numerose copie se ne conosce una attribuita a Rubens nel Museo del Prado, eseguita probabilmente a Madrid, e una all'acquerello di Rembrandt, che vi si ispirò per un Autoritratto su incisione.
Nel 1911 il dipinto fu collocato temporaneamente nello spazio precedentemente occupato dalla Gioconda, che era stata rubata.
Dopo essere stato esposto alla sede distaccata del Louvre-Lens dal 4 dicembre 2012 al 4 dicembre 2013, l'opera è stata ricollocata al museo parigino, nella Grande Galerie.

## Descrizione e stile
Su uno sfondo chiaro e uniforme, attraversato dall'ombra del soggetto, Baldassarre Castiglione è ritratto a mezza figura, voltato di tre quarti verso sinistra e col volto ruotato verso lo spettatore. Ricco è l'abbigliamento, con una giacca nera sulla camicia bianca, maniche di pelliccia e un vistoso cappello scuro, con tagli alla moda. Il volto è ovale, con la barba lunga come andava di moda nei primi decenni del Cinquecento, e con gli occhi azzurri che fissano intensamente il riguardante, instaurando un rapporto psicologico profondo. La sua figura arriva così a incarnare quell'ideale di perfezione estetica e spirituale del gentiluomo di corte espressa nel suo celebre trattato.
L'alta qualità e la combinazione magistrale di elementi pittorici che contraddistinguono il dipinto, quali l'espressione di affetto sul volto calmo e intelligente di Castiglione, hanno fatto anche pensare che l'umanista abbia in qualche modo partecipato all'esecuzione dell'opera: in realtà è piuttosto da legare all'eccezionale affinità spirituale e comunanza d'ideali tra il soggetto e il pittore.
A parte una pulitura della vernice originale e alcuni ritocchi nella barba, l'opera è in condizioni molto buone.